# Ike Williams
Ike Williams, właśc. Isiah Williams (ur. 2 sierpnia 1923 w Brunswicku, zm. 5 września 1994 w Los Angeles) – amerykański bokser, zawodowy mistrz świata kategorii lekkiej.
Rozpoczął karierę zawodowego boksera w 1940. W 1944 walczył m.in. z byłymi mistrzami świata w wadze lekkiej Bobem Montgomerym (przegrał przez nokaut w 12. rundzie) i dwukrotnie z Sammym Angottem (obie walki wygrał na punkty). Pokonał go także Willie Joyce. W styczniu 1945 Williams zrewanżował się Joyce'owi za porażkę, ale w marcu przegrał z nim ponownie.
18 kwietnia 1945 w mieście Meksyk Williams zdobył tytuł mistrza świata federacji NBA w wadze lekkiej wygrywając z dotychczasowym czempionem Juanem Zuritą przez techniczny nokaut w 2. rundzie. 8 czerwca tego roku przegrał po raz kolejny z Joyce'em, a 19 września uległ przez techniczny nokaut w 6. rundzie Angottowi, ale tytuł nie był stawką żadnej z tych walk.
W 1946 poróżnił się z dotychczasowym managerem Conniem McCarthym i postanowił sam zarządzać swoimi walkami. Związek managerów bokserskim uniemożliwił mu wówczas kontraktowanie walk. Williams, aby móc kontynuować karierę, przyjął opiekę managera Franka „Blinky” Palermo, który był powiązany z gangsterem Frankie Carbo, należącym do mafijnej rodziny Lucchese.
W obronie tytułu pokonał 30 kwietnia 1946 w Los Angeles Enrique Bolanosa przez techniczny nokaut w 8. rundzie, a także 4 września tego roku w Cardiff Ronniego Jamesa przez nokaut w 9. rundzie. 20 czerwca 1947 znokautował w 4. rundzie byłego mistrza świata wagi junior półśredniej Tippy'ego Larkina, a 4 września tego roku w Filadelfii zmierzył się o tytuł uniwersalnego mistrza wagi lekkiej z uznawanym za mistrza przez NYSAC Bobem Montgomerym (który go znokautował w 1944). Williams wygrał przez techniczny nokaut w 6. rundzie i został jedynym mistrzem świata w tej kategorii wagowej.
27 lutego 1948 w Madison Square Garden w Nowym Jorku pokonał w towarzyskiej walce przyszłego mistrza świata w wadze półśredniej Kida Gavilana, a w obronie tytułu wygrał ponownie z Bolanosem 25 maja w Los Angeles na punkty, z byłym mistrzem świata Beau Jackiem 12 lipca w Filadelfii przez TKO w 6. rundzie i z Jesse Floresem 23 września w Nowym Jorku przez TKO w 10. rundzie. Został uznany bokserem tego roku przez magazyn The Ring. W 1949 Williams pokonał w towarzyskiej walce przyszłego mistrza świata wagi półśredniej Johnny'ego Brattona (była to ich druga walka) oraz dwukrotnie został pokonany przez Kida Gavilana, a w obronie tytułu wygrał po raz trzeci z Bolanosem (21 lipca w Los Angeles przez TKO w 4. rundzie) i z Freddiem Dawsonem (5 grudnia w Filadelfii na punkty; był to już czwarty pojedynek tych pięściarzy, w poprzednich dwukrotnie wygrał Williams, a raz orzeczono remis). W 1950 nie walczył w obronie tytułu, a w walkach towarzyskich pokonał m.in. Brattona i wygrał oraz przegrał z Joe Micelim.
W 1951 ponownie przegrał z Micelim i pokonał Beau Jacka, a 25 maja w Madison Square Garden zmierzył się w obronie tytułu z Jimmym Carterem. Carter zwyciężył przez techniczny nokaut w 14. rundzie i został nowym mistrzem świata.
Williams nie walczył więcej o tytuł mistrza świata, kontynuował jednak karierę bokserską. W 1952 uległ Carmenowi Basilio. W 1955 stoczył tylko dwie walki, obie ze swym dawnym rywalem Beau Jackiem. Pierwsza zakończyła się remisem, a w drugiej wygrał Williams. Po niej zakończył karierę.
Williams zeznawał przed senacką Komisją Kefauvera do spraw przestępczości w handlu międzystanowym oraz przed senacką komisją do spraw konkurencji w 1960 na temat korupcji w boksie. Zeznał, że nigdy nie oddał walki, natomiast był dwukrotnie pozbawiony zapłaty przez swojego managera Palermo.
Stoczył w sumie 157 walk, z których wygrał 127, przegrał 24, zremisował 4, a 2 były no decision. Został wybrany w 1990 do Międzynarodowej Bokserskiej Galerii Sławy.